# 三菱電機ディフェンス&スペーステクノロジーズ
三菱電機ディフェンス＆スペーステクノロジーズ株式会社（みつびしでんきディフェンスアンドスペーステクノロジーズ、英: Mitsubishi Electric Defense And Space Technologies Corporation）とは、三菱電機グループの企業で防衛装備品や人工衛星搭載機器、電子応用機器などを設計・製造・販売する事業を主としている。

## 概要
主に人工衛星や航空機に搭載する高周波モジュールの生産を主に行っている。東部事業部（鎌倉）では人工衛星の組み立て、試験を行い、西部事業部（三田）では高周波モジュールの組み立て、品質検査を行う。その他、各地に出張所等がある。
使用されている試験装置、計測器類はアジレントテクノロジー製である。
1. レーダ応用機器、電子応用機器および光学機器の製造ならびに販売
2. 通信機器、情報処理機器の製造、修理ならびに販売
3. 前各号に関連する工事
4. 前各号に関連するソフトウエアの作成・販売
5. 前各号に関連する一切の事業

## 沿革
- 1972年 - 会社創立（本社 鎌倉市）社名「菱電特機株式会社」資本金2,000万円（三菱電機出資80%）
- 1994年 - 「三菱電機特機システム株式会社」に社名変更。
- 2015年 - 太洋無線より海洋関連機器事業(救難機器・無線通信機器等)を移管[注釈 1]。
- 2023年 - 「三菱電機ディフェンス＆スペーステクノロジーズ株式会社」に社名変更[2]。

## 製造品目
- 情報収集衛星
- レーダー
- 通信衛星
- パトリオットミサイル
- だいち
- FCS-3
- イージスシステム

他多数

## 主要事業所
- 本社 東京都品川区大崎1丁目15番9号 光村ビル7F
- 営業本部 東京都品川区大崎1丁目15番9号 光村ビル6F
- 東部事業部
- 西部事業部